# Furúnculo
Um furúnculo é uma doença de pele causada pela infecção dos folículos pilosos, resultando numa acumulação localizada de pus e tecido morto. Furúnculos individuais podem juntar-se e formar uma "rede" interconectada chamada carbúnculo. Em casos severos, os furúnculos podem-se desenvolver para abcessos.

## Causas
Geralmente, a evolução é  favorável, sem maiores problemas. As complicações ocorrem quando há uma ruptura da barreira de proteção (formada pelo sistema imunitário) e, consequentemente, uma disseminação das bactérias. A causa mais importante disso é o hábito comum entre as pessoas de espremer os furúnculos. Isso pode fazer com que as bactérias caiam na corrente sanguínea e vão infectar outros locais no corpo. Exemplos são as infecções dos ossos (ou osteomielite) e da parede interna do coração (endocardite).
Outra complicação importante tem a ver com a chamada "zona perigosa". Essa região é importante no caso de qualquer infecção de pele, inclusive a acne ("espinhas"). Essa região é localizada na face, entre o lábio superior e o nariz. Nesse local, os vasos sanguíneos comunicam-se com os vasos do cérebro. Assim, caso as bactérias atinjam a corrente sanguínea, podem causar trombose dos vasos cerebrais e infecções graves, como a meningite. Por isso, nas infecções de face deve-se evitar a drenagem, inclusive o acto de espremer espinhas.
Outra complicação é a furunculose. Esse nome refere-se à ocorrência de vários furúnculos, ou de sua recorrência. O que acontece, geralmente, é que ao coçar a lesão o indivíduo fere o furúnculo fazendo com que seja eliminado pus que vai infectar outros folículos próximos. As roupas também podem ser veículos de transmissão. Algumas vezes ocorre uma disseminação da infecção, sob a pele, de forma que o furúnculo adquire enorme tamanho. Nesse caso, passa a ser chamado de carbúnculo. O carbúnculo ocorre mais comumente na região da nuca. Os casos de furunculose e carbúnculo ocorrem em pessoas mais predispostas à infecção, como: desnutridos, diabéticos, portadores do HIV e outras doenças.

## Tratamento
- Limpe a região em volta do furúnculo com uma solução desinfectante, por duas a três vezes ao dia.
- Aplique no local compressas quentes e húmidas de água com sal.
- Nunca esprema, nem fure o furúnculo, principalmente se ele for no rosto ou próximo ao ouvido, pois a infecção pode se propagar pela corrente sanguínea podendo causar graves consequências.
- Evite mexer no pus eliminado pelo furúnculo. Se por acaso isso acontecer, lave imediatamente as mãos com água e sabão.
- Caso não perceba melhora no quadro, procure um médico para que possa ser feito tratamento com antibióticos. Nos casos mais complexos, pode ser feita uma drenagem.

Atenção:
- Quando os furúnculos forem muitos ou bastante doloridos ou estiverem inflamados, procure orientação de um dermatologista.
- Quando não tratados os furúnculos podem levar a complicações graves. Há o risco das bactérias atingirem os ossos ou a circulação sanguínea, podendo ser fatal.
- Localizando-se no cóccix (osso do fim da coluna, localizado entre as nádegas na parte superior), a infecção pode se tratar na verdade de um cisto pilonidal, confundindo muitas pessoas.

## Prevenção
A prevenção só é indicada para aquelas pessoas que apresentam furúnculos recorrentes. As medidas indicadas são as seguintes:
- Limpeza da pele com substâncias anti-sépticas;
- Lavagem frequente das mãos;
- Uso de toalhas limpas;
- Trocas frequentes de fronhas e roupas íntimas;